# Premyer Liqası 2000/01
Die Premyer Liqası 2000/01 war die zehnte Saison der höchsten Fußball-Spielklasse von Aserbaidschan. FK Kimyaçı Sumqayıt zog vor Saisonbeginn zurück. Die Meisterschaft wurde deshalb mit elf Teams vom 5. August 2000 bis 5. Mai 2001 durchgeführt. FK Şəmkir setzte sich in einem Entscheidungsspiel gegen die punktgleiche Mannschaft von Neftçi Baku durch.

## Vereine
| Verein                  | Stadt    |
| ----------------------- | -------- |
| Neftçi Baku PFK         | Baku     |
| Xəzər Universiteti Baku | Baku     |
| FK Dinamo-Bakılı Baku   | Baku     |
| FK Shafa Baku           | Baku     |
| MFK Araz-Naxçıvan       | Naxçıvan |
| FK Viləs Masallı        | Masallı  |
| PFK Turan Tovuz         | Tovuz    |
| PFK Kəpəz               | Gəncə    |
| FK Qarabağ Ağdam        | Ağdam    |
| FK Şəmkir               | Şəmkir   |
| FK Şahdağ Quba          | Quba     |

## Abschlusstabelle
| Pl. | Verein                  | Sp. | S  | U | N  | Tore    | Diff. | Punkte |
| --- | ----------------------- | --- | -- | - | -- | ------- | ----- | ------ |
| 1.  | FK Şəmkir (M)           | 20  | 16 | 3 | 1  | 064:140 | +50   | 51     |
| 2.  | Neftçi Baku PFK         | 20  | 16 | 3 | 1  | 057:110 | +46   | 51     |
| 3.  | FK Viləs Masallı        | 20  | 11 | 5 | 4  | 024:110 | +13   | 38     |
| 4.  | FK Shafa Baku           | 20  | 10 | 1 | 9  | 027:260 | +1    | 31     |
| 5.  | PFK Turan Tovuz         | 20  | 9  | 3 | 8  | 042:290 | +13   | 30     |
| 6.  | FK Dinamo-Bakılı Baku   | 20  | 9  | 2 | 9  | 030:290 | +1    | 29     |
| 7.  | Xəzər Universiteti Baku | 20  | 9  | 2 | 9  | 026:380 | −12   | 29     |
| 8.  | PFK Kəpəz (P)           | 20  | 8  | 1 | 11 | 034:290 | +5    | 25     |
| 9.  | FK Qarabağ Ağdam        | 20  | 5  | 3 | 12 | 021:360 | −15   | 18     |
| 10. | MFK Araz-Naxçıvan (N)   | 20  | 4  | 2 | 14 | 016:600 | −44   | 14     |
| 11. | FK Şahdağ Quba 1 (N)    | 20  | 0  | 1 | 19 | 005:630 | −58   | 01     |

| (M) | amtierender aserbaidschanischer Meister     |
| (P) | amtierender aserbaidschanischer Pokalsieger |
| (N) | Neuaufsteiger aus der Birinci Divizionu     |

## Kreuztabelle
| 2000/01                 | FK Şəmkir | Neftçi Baku PFK | FK Viləs Masallı | FK Shafa Baku | PFK Turan Tovuz | FK Dinamo-Bakılı Baku | Xəzər Universiteti Baku |       | FK Qarabağ Ağdam |       | FK Şahdağ Quba |
| ----------------------- | --------- | --------------- | ---------------- | ------------- | --------------- | --------------------- | ----------------------- | ----- | ---------------- | ----- | -------------- |
| FK Şəmkir               |           | 2:0             | 0:1              | 2:1           | 1:0             | 3:1                   | 5:0                     | 2:1   | 5:1              | 8:0   | 10:1           |
| Neftçi Baku PFK         | 1:1       |                 | 1:0              | 3:1           | 5:1             | 1:1                   | 7:2                     | 1:0   | 3:0 2            | 6:0   | 3:0 2          |
| FK Viləs Masallı        | 1:1       | 0:0             |                  | 1:0           | 4:1             | 2:1                   | 1:0                     | 2:0   | 0:0              | 2:1   | 3:0 2          |
| FK Shafa Baku           | 1:4       | 0:1             | 1:0              |               | 0:0             | 1:3                   | 0:1                     | 1:0   | 2:1              | 1:0   | 3:0 2          |
| PFK Turan Tovuz         | 1:2       | 1:2             | 0:0              | 5:0           |                 | 2:1                   | 3:1                     | 3:0   | 3:0 2            | 7:2   | 4:1            |
| FK Dinamo-Bakılı Baku   | 1:4       | 0:2             | 2:1              | 0:1           | 4:1             |                       | 1:2                     | 0:2   | 2:4              | 3:0 2 | 2:1            |
| Xəzər Universiteti Baku | 2:2       | 1:4             | 2:0              | 1:0           | 1:0             | 1:2                   |                         | 3:0   | 0:0              | 3:1   | 3:0 2          |
| PFK Kəpəz               | 0:3       | 1:3             | 0:0              | 2:3           | 2:1             | 1:2                   | 7:1                     |       | 2:1              | 6:0   | 3:0 2          |
| FK Qarabağ Ağdam        | 0:1       | 0:4             | 0:1              | 1:3           | 2:5             | 0:1                   | 3:0                     | 2:1   |                  | 1:0   | 3:0 2          |
| MFK Araz-Naxçıvan       | 1:5       | 0:7             | 1:2              | 0:4           | 1:1             | 0:0                   | 2:0                     | 1:3   | 2:1              |       | 3:0 2          |
| FK Şahdağ Quba          | 0:3 2     | 0:3             | 0:3 2            | 1:4           | 0:3 2           | 0:3 2                 | 0:2                     | 0:3 2 | 1:1              | 0:1   |                |

## Play-off-Meisterschaft
| Datum                    |                       | Ergebnis |                 |
| ------------------------ | --------------------- | -------- | --------------- |
| 15. Mai 2001 in Sumqayıt | FK Şəmkir             | 1:0      | Neftçi Baku PFK |
|                          | Arif Asadov (21., ET) |          |                 |

## Torschützenliste
| Pl. | Nat.          | Spieler          | Verein                | Tore |
| --- | ------------- | ---------------- | --------------------- | ---- |
| 1.  | Aserbaidschan | Paşa Aliyev      | FK Dinamo-Bakılı Baku | 13   |
| 2.  | Aserbaidschan | Xaqani Məmmədov  | FK Şəmkir             | 12   |
| 3.  | Aserbaidschan | Fərrux İsmayılov | Neftçi Baku PFK       | 11   |
| 4.  | Ukraine       | Viktor Kulikov   | FK Şəmkir             | 09   |
| 4.  | Aserbaidschan | Müşfiq Hüseynov  | Neftçi Baku PFK       | 09   |
| 4.  | Aserbaidschan | Nadir Nəbiyev    | PFK Turan Tovuz       | 09   |